# Aljona Wiktorowna Iljinych
Aljona Wiktorowna Iljinych (russisch Алёна Викторовна Ильиных, auch Alena Ilinykh transkribiert; * 10. August 1991 in Poddubrownoje, Oblast Tjumen, Sowjetunion) ist eine russische Biathletin.
Aljona Iljinych gab ihr internationales Debüt im Rahmen der Sommerbiathlon-Weltmeisterschaften 2013 in Forni Avoltri. Im Sprint schoss sie einzig einen Fehler und wurde 18., mit zwei Fehlern im darauf basierenden Verfolgungsrennen verbesserte sie sich bis auf den zehnten Rang, wobei sie auch vom Verzicht mehrerer Starterinnen profitierte.